# Humanitní environmentalistika
Humanitní environmentalistika je oborem environmentalistiky, vyučovaným na Katedře environmentálních studií Fakulty sociálních studií Masarykovy univerzity. Jako studijní obor byla založena roku 1998 Prof. RNDr. Hanou Librovou, CSc. na Filozofické fakultě Masarykovy univerzity. O rok později Hana Librová založila (a do r. 2003 vedla) Katedru environmentálních studií na nově vzniklé FSS MU. Postupem času se obor na bakalářském a magisterském stupni přejmenoval na Environmentální studia.
Vedle Hany Librové stáli u zrodu oboru např. prof. PhDr. Jan Keller, CSc., doc. RNDr. Pavel Nováček, CSc. anebo prof. PhDr. Libor Musil, CSc. Katedru vede doc. Mgr. Bohuslav Binka, PhD. Dále zde působí mimo jiné ekologická ekonomka RNDr. Naďa Johanisová, PhD., environmentální estetik doc. Mgr. Karel Stibral, PhD., krajinný ekolog a zemědělský inženýr Ing. Zbyněk Ulčák, PhD. či ekopsycholog PhDr. Jan Krajhanzl, PhD.
Ekologickou krizi obor zkoumá očima humanitních věd. Chápe ochranu životního prostředí jako společenský postoj a zkoumá vztah ekologie a společnosti. Cílem je pochopit vztah přírody a společnosti na pozadí přírodovědných, historických a kulturních znalostí, a hledat možná východiska v konkrétních souvislostech sociálních, ekonomických, právních, politických, religionistických a dalších.

## Romantická ekologie
Romantická ekologie je společenská tendence ve 2. polovině 19. století, kdy se lidé začali zajímat o přírodu a snažili se ji především esteticky zkrášlovat. Tak pomáhali i životnímu prostředí. Charakteristickými je pro ni vytváření parků, jezírek a vyhlídek. V souvislosti s touto tendencí vznikají také okrašlovací spolky.

## Meze růstu
V roce 1968 byl založen tzv. Římský klub, díky jeho vědecké činnosti vznikla i kniha Meze růstu, která je společným dílem manželů Meadowsových a J. Randerse. Kniha popisuje vývoj životního prostředí ve 21. století, kdy dojde k prudkému populačnímu poklesu v důsledku znečištění, vyčerpání úrodnosti obdělávatelných půd a nedostupnosti energetických zdrojů. Kontroverzní kniha vyvolala společenskou diskuzi a další otázky společné budoucnosti člověka a Země. V roce 1992 vydali stejní autoři knihu "Překročení mezí", v níž reflektují závěry své předchozí knihy. Některé jsou zpochybněny, nicméně stále je zde upozorňováno na nutnost bojovat proti globálnímu oteplování.

## James Lovelock
Environmentalistickou teorii Gaia v 70. letech formuloval James Lovelock. Planeta Země je zde popsána jako jediný velký ekosystém, živý a reagující organismus. Negativní působení člověka jej ovlivňuje. Důsledky tohoto ničení Lovelock popsal ve své nové knize "Odplata Gáii" (2006), kde varuje před nedostatkem času na řešení ekologické krize - zabránit se jí již nedá, musíme se připravit na rozpad civilizace.

## Hlubinná ekologie
Do oblasti humanitní environmentalistiky patří také hlubinná ekologie norského filozofa Arneho Naesse. Jejím principem biocentrický přístup k přírodě, ekologie jako sobecká potřeba, identifikace se Zemí a ochrana přírody k vlastnímu užitku. Jen tak se doopravdy ztotožníme s přírodou a budeme schopni ji efektivně a trvale ochraňovat.